# 헤라 퍼플
"헤라 퍼플"은 2001년에 개봉한 대한민국의 영화이다.

## 캐스팅
- 이세창 : 응주 역
- 김청 : 혜림 역
- 홍석천 : 민석 역
- 이호성
- 엄춘배
- 박가경
- 유나
- 채연
- 박도영
- 차영옥
- 류선형
- 김수진
- 김희대
- 이동규
- 윤모
- 유진엽
- 정구욱
- 오상헌
- 정해룡
- 민병애
- 전진배
- 김정훈
- 김주한
- 이종수
- 김두일
- 최정인